# فهرست قنات‌های شهرستان چرداول
جدول زیر بر اساس آمار وزارت جهاد کشاورزی تهیه شده‌است. فهرست زیر قنات‌های شهرستان چرداول در استان ایلام را نشان می‌دهد.
| نام قنات | موقعیت                    | نزدیک‌ترین روستا | طول قنات (متر) | تعداد میله چاه | عمق مادر چاه | دبی (لیتر بر ثانیه) | سطح زیر کشت (هکتار) |
| -------- | ------------------------- | --------------- | -------------- | -------------- | ------------ | ------------------- | ------------------- |
| سربیشه   | بخش مرکزی شهرستان چرداول  | سربیشه          | ۵۹۳            | ۳۳             | ۸٫۵          | ۳۵                  | ۵۲                  |
| کهره     | بخش هلیلان شهرستان چرداول | سراب کهره       | ۱۲۰۰           | ۸۰             | ۱۰           | ۱۵                  | ۱۶۰                 |